# Will Sampson
William Sampson Jr. (n. 27 septembrie 1933, Okmulgee⁠(d), Oklahoma, SUA – d. 3 iunie 1987, Houston, Texas, SUA) a fost un pictor, actor și călăreț de rodeo muscogee⁠(d). A devenit cunoscut datorită următoarelor roluri: Căpetenia Bromden⁠(d) în filmul Zbor deasupra unui cuib de cuci, Crazy Horse în westernul Bizonul alb⁠(d) (1977), Taylor în Poltergeist II și Ten Bears în Proscrisul Josey Wales⁠(d) (1976).

## Biografie
William „Will” Sampson Jr. s-a născut în Okmulgee County, Oklahoma, fiul lui William „Wiley” Sampson Sr. (1904–2001) și al lui Mabel Sampson (născută Lewis, 1899–1997). A fost membru al poporului muscogee, amerindieni din sud-estul Statelor Unite⁠(d). Sampson Jr. a avut cel puțin cinci copii: Samsoche „Sam”, Lumhe „Micco” Sampson (The Sampson Brothers Duo), actorul Timothy „Tim” James Sampson, Robert Benjamin Sampson. The Sampson Brothers Duo sunt cunoscuți pentru dansurile tradiționale și organizează spectacole adesea alături de Frank Waln⁠(d), un artistip hip-hop din tribul Lakota. Fiul său, Robert, a fost ucis în Tulsa în 2013.

## Cariera

### Rodeo
Sampson a concurat în rodeo timp de aproximativ 20 de ani. Specialitatea lui a fost călăritul armăsarului⁠(d) și era plecat în turneu în momentul în care producătorii Saul Zaentz⁠(d) și Michael Douglas - din Zbor deasupra unui cuib de cuci - căutau un amerindian înalt care să interpreteze rolul căpeteniei Bromden. Sampson avea o înălțime impunătoare de 2,01 m.  Crainicul de rodeo Mel Lambert l-a menționat pe Sampson și, după eforturi îndelungate,a fost angajat după un interviu.

### Film
Cele mai cunoscute roluri ale sale au fost cel al căpeteniei Bromden în Zbor deasupra unui cuib de cuci și cel al Vraciului Taylor în filmul de groază Poltergeist II. A fost un rol episodic în serialul Vegas⁠(d) și a apărut în filmele Fish Hawk⁠(d), Proscrisul Josey Walves și Orca⁠(d). Sampson a apărut în producția Black Elk Speaks⁠(d) a Companiei American Indian Theatre din Tulsa, Oklahoma, unde David Carradine și alți actori amerindieni (precum Wes Studi și Randolph Mantooth⁠(d)) au apărut în piese de teatru. L-a interpretat pe căpetenia Crazy Horse în Bizonul alb.

### Artist
Sampson a fost un artist vizual. Tabloul său cu dansul tribului muschogee (creek) se află în colecția muzeului Creek National Capitol⁠(d) din Okmulgee, Oklahoma. Operele sale de artă au fost expuse la Muzeul Gilcrease⁠(d) și la Muzeul de Artă Philbrook⁠(d).

## Moartea
Sampson suferea de sclerodermie, o afecțiune degenerativă cronică care i-a afectat inima, plămânii și pielea. Din cauza bolii, acesta a scăzut în greutate de la 260 lb (120 kg) până la 140 lb (64 kg). După ce a suferit un transplant de plămâni⁠(d) și inimă la Spitalul Metodist Houston⁠(d) din Houston, acesta a murit pe 3 iunie 1987 la vârsta de 53 de ani din cauza unei insuficiențe renale postoperatorii. Sampson a fost înmormântat la cimitirul Graves Creek din Hitchita, Oklahoma⁠(d).

## În cultura populară
Strada Will Sampson în comitatul Okmulgee (la est de autostrada 75, lângă Preston, Oklahoma⁠(d) ) îi poartă numele.
În timpul filmărilor pentru Bizonul alb, Sampson a refuzat să apară în film când a aflat că producătorii au angajat actori europeni pentru a interpreta amerindieni. În 1983, cu ajutorul secretarului său personal, Zoe Escobar, Sampson a fondat „Registrul amerindienilor pentru Artele Spectacolului” pentru actorii amerindieni. De asemenea, a făcut parte din consiliul de administrație al Registrului.

## Filmografie
| Filme     | Filme                                                          | Filme                            | Filme                                    | Filme | Filme |
| An        | Film                                                           | Rol                              | Note                                     |       |       |
| --------- | -------------------------------------------------------------- | -------------------------------- | ---------------------------------------- | ----- | ----- |
| 1975      | Crazy Mama                                                     | Indian at Trading                | Necreditat                               |       |       |
| 1975      | One Flew Over the Cuckoo's Nest                                | Chief Bromden                    |                                          |       |       |
| 1976      | Buffalo Bill and the Indians, or Sitting Bull's History Lesson | The Interpreter / William Halsey |                                          |       |       |
| 1976      | The Outlaw Josey Wales                                         | Ten Bears                        |                                          |       |       |
| 1977      | The White Buffalo                                              | Crazy Horse / Worm               |                                          |       |       |
| 1977      | Orca                                                           | Umilak                           |                                          |       |       |
| 1978      | Cowboysan                                                      | Indian Chief                     | Scurtmetraj                              |       |       |
| 1979      | Fish Hawk                                                      | Fish Hawk                        |                                          |       |       |
| 1985      | Insignificance                                                 | Elevator Attendant               |                                          |       |       |
| 1986      | Poltergeist II: The Other Side                                 | Taylor                           |                                          |       |       |
| 1986      | Firewalker                                                     | Tall Eagle                       |                                          |       |       |
| Seriale   |                                                                |                                  |                                          |       |       |
| An        | Titlu                                                          | Rol                              | Note                                     |       |       |
| 1977      | Relentless                                                     | Sam Watchman                     | CBS Film de televiziune                  |       |       |
| 1977      | The Hunted Lady                                                | Uncle George                     | NBC Film de televiziune                  |       |       |
| 1978      | Standing Tall                                                  | Lonny Moon                       | NBC Film de televiziune                  |       |       |
| 1978–1979 | Vega$                                                          | Harlon Two-Leaf                  | 6 episoade                               |       |       |
| 1979      | From Here to Eternity                                          | Sgt. Cheney                      |                                          |       |       |
| 1980      | Alcatraz: The Whole Shocking Story                             | Clarence's Father                | NBC Film de televiziune                  |       |       |
| 1982      | Born to the Wind                                               | Painted Bear                     |                                          |       |       |
| 1982      | The Great Spirit within The Hole                               | Narrator                         | PBS                                      |       |       |
| 1983–1984 | The Yellow Rose                                                | John Strongheart                 | 7 episoade                               |       |       |
| 1984      | The Mystic Warrior                                             | Evan Freed                       | Miniserie ABC                            |       |       |
| 1985      | Wildside                                                       | Fake Sitting Bull                | Episodul: Buffalo Who?                   |       |       |
| 1986      | Roanoak                                                        | Wingina                          | Miniserie                                |       |       |
| 1986      | Tall Tales & Legends                                           | Chief                            | Episodul: Johnny Appleseed               |       |       |
| 1987      | The Gunfighters                                                | Train Passenger                  | Film de televiziune, (rol de film final) |       |       |